# Frente estacionária

1. frente fria
2. frente quente
3. frente oclusa
4. frente estacionária.

Uma frente estacionária é uma fronteira entre ar quente e ar frio que resulta quando uma frente fria ou quente deixa de se mover. Quando ela volta a se mover, volta a ser fria ou quente. Normalmente há uma mudança de temperatura ou de direcção de vento que se nota de um lado para o outro. Ciclones migrando ao longo de uma frente estacionária podem despejar grandes quantidades de precipitação, resultando em inundações significativas ao longo da frente. Se ambas as massas de ar ao longo de uma frente estacionária são secas, pode existir céu limpo sem precipitação. Quando há ar úmido e quente que se eleva sobre o ar frio, nebulosidade com precipitações leves podem cobrir uma vasta área.
Uma frente estacionária é representada simbolicamente por uma linha sólida com triângulos que apontam para o ar quente e semicírculos que apontam para o ar frio.